# میگوئل تورس گومز
میگوئل تورس گومز (اسپانیایی: Miguel Torres Gómez‎؛ زادهٔ ۲۸ ژانویهٔ ۱۹۸۶) یک بازیکن فوتبال اهل اسپانیا است که اکنون در پست مدافع برای تیم مالاگا بازی می‌کند.
از باشگاه‌هایی که در آن بازی کرده‌است می‌توان به ختافه، باشگاه فوتبال رئال مادرید، رئال مادرید کاستیا، باشگاه فوتبال رئال مادرید سی، المپیاکوس و مالاگا اشاره کرد.